# Khatchen
Pour l’article homonyme, voir Khatchen (village).

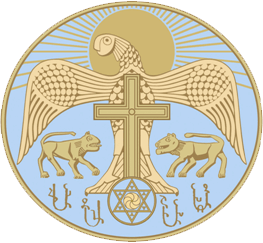
Blason des Hasan-Jalalyan.

La principauté de Khatchen ou Khatchên (en arménien Խաչենի իշխանություն) est une principauté arménienne médiévale située dans la province historique de l'Artsakh (le Haut-Karabagh). À partir du XIIe siècle, elle domine la région.

## Histoire
Fondée en 821, elle est gouvernée par une lignée de princes issue des Siounides. En 1116, le Khatchen acquiert par mariage le royaume de Siounie. Cette acquisition intervient lorsque Hasan Ier le Grand épouse Kata, la fille de l'Aranshahikide Grégoire IV (1094-1116), « prince de l'Autre Haband », lui-même fils de Sennachérib Ier (1072-1094) qui a hérité de la Siounie de l'époux de sa sœur Shahandoukht, Grégoire III (mort en 1072), le dernier prince haykide de Siounie.
En 1170, alors que le reste de la Grande-Arménie est submergé par les Seldjoukides, Khatchen est sous le roi Hasan Ier l'un des rares îlots arméniens indépendants.
Dans la première moitié du XIIIe siècle, ses souverains passent dans la dépendance des Zakarian, alors maîtres de l'Arménie dite « zakaride », avant de tomber sous le joug des Mongols dans les années 1230. Le Khatchen forme ultérieurement un touman (circonscription militaire) et passe avec Hasan II Dchalal-Dawla (ca. 1214-1265), « roi d'Artsakh et de Baghk », à une nouvelle branche des Siounides, les Hasan-Jalalyan.
La principauté est dévastée comme le reste de l'Arménie par les invasions timourides de la fin du XIVe siècle et ses dynastes ne retrouvent une certaine autonomie que sous les Qara Qoyunlu au milieu du XVe siècle. Ils portent alors le titre de méliks de Khatchen, leur territoire devenant un des mélikats du Karabagh.

## Centre religieux
En 1216, la principauté voit la fondation du monastère de Gandzasar qui devient le siège du Catholicos local.